# ميدالية ولاستون

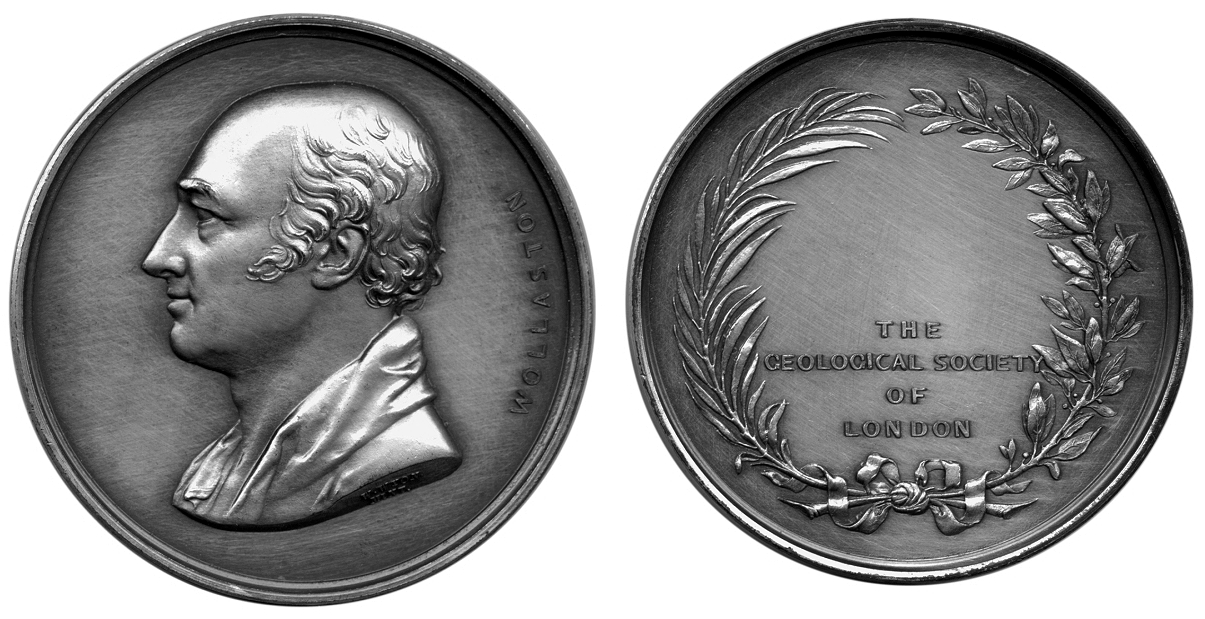
ميدالية ولاستون.

وسام ولاستون هي جائزة علمية تمنح في مجال الجيولوجيا، وتعتبر أعلى جائزة تمنحها الجمعية الجيولوجية في لندن.
سميت الجائزة بهذا الاسم بعد وفاة وليام هايد ولاستون، وتم منحها لأول مرة في عام 1831. الوسام مصنوع من معدن البالاديوم الذي اكتشفته ولاستون.

## روابط خارجية
- قائمة الحاصلين على وسام ولاستون